# Frankrike i olympiska vinterspelen 1976
Frankrike deltog med 35 deltagare vid de olympiska vinterspelen 1976 i Innsbruck. Totalt vann de en bronsmedalj.

## Medaljer

### Brons
- Danièle Debernard - Alpin skidåkning, Storslalom.